# Orkesterværk
Orkesterværk er en overordnet betegnelse for en komposition af et musikstykke for et orkester.
Betegnelsen orkesterværk anvendes ofte om større og komplekse musikstykker (symfonier), der er komponeret for et stort symfoniorkester, evt. som kombinerede kor- og orkesterværker, men betegnelsen kan også omfatte kompositioner for mindre orkestre.
| Musik | Spire Denne musikartikel er en spire som bør udbygges. Du er velkommen til at hjælpe Wikipedia ved at udvide den. |